# Bisbat de Ruhengeri
L'Bisbat de Ruhengeri  (francès: Diocèse de Ruhengeri; llatí: Dioecesis Ruhengeriensis) és un bisbat de l'Església catòlica pertanyent a Ruanda, sufragani de l'arquebisbat de Kigali. En 2012 comptava 389.183 batejats sobre 1.110.000 habitants. El bisbe és Vincent Harolimana.

## Territori
La diòcesi comprèn la ciutat de Districte de Musanze i la ciutat de Ruhengeri.
La seu episcopal es troba a Ruhengeri.
El territori s'estén sobre 1.762 km² i es divideix en 23 parròquies.

## Història
La diòcesi fou erigida el 20 de desembre de 1960 amb la butlla Cum Fidei del papa Joan XXIII, arrabassant-li el territori a l'arxidiòcesi de Kabgayi (avui diòcesi) i del bisbat de Nyundo.
El 5 de novembre de 1981 ha cedit una porció del seu territori per l'erecció del nou bisbat de Byumba.

## Llista de bisbes
- Joseph Sibomana † (21 agost 1961 - 5 setembre 1968 nomenat bisbe de Kibungo)
- Phocas Nikwigize (5 setembre 1968 - 5 gener 1996 retirat)
- Kizito Bahujimihigo (21 novembre 1997 - 28 agost 2007 nomenat bisbe de Kibungo)
  - Seu vacant (2007-1012)
- Vincent Harolimana, des del 31 gener 2012

## Estadístiques
A finals del 2012, la diòcesi tenia 389.183 batejats sobre una població de 938.000 persones, equivalent al 35,1 % del total.
| any  | població | població  | població | sacerdots | sacerdots       | sacerdots       | sacerdots             | diàques | religiosos | religiosos | parroquies |
| ---- | -------- | --------- | -------- | --------- | --------------- | --------------- | --------------------- | ------- | ---------- | ---------- | ---------- |
| any  | batejats | total     | %        | total     | clergat secular | clergat regular | batejats por sacerdot | diàques | homes      | dones      |            |
| 1970 | 241.315  | 970.464   | 24,9     | 59        | 28              | 31              | 4.090                 |         | 49         | 80         | 15         |
| 1980 | 370.764  | 1.201.000 | 30,9     | 58        | 27              | 31              | 6.392                 |         | 53         | 124        | 16         |
| 1990 | 286.471  | 692.640   | 41,4     | 49        | 22              | 27              | 5.846                 |         | 40         | 110        | 11         |
| 1999 | 378.563  | 790.000   | 47,9     | 20        | 9               | 11              | 18.928                |         | 11         | 30         | 11         |
| 2000 | 387.578  | 700.000   | 55,4     | 25        | 8               | 17              | 15.503                |         | 17         | 50         | 11         |
| 2001 | 406.047  | 857.745   | 47,3     | 32        | 12              | 20              | 12.688                |         | 21         | 56         | 11         |
| 2002 | 418.299  | 850.115   | 49,2     | 40        | 19              | 21              | 10.457                |         | 27         | 48         | 11         |
| 2003 | 428.380  | 829.072   | 51,7     | 41        | 21              | 20              | 10.448                |         | 24         | 46         | 11         |
| 2004 | 446.440  | 849.021   | 52,6     | 43        | 25              | 18              | 10.382                |         | 27         | 58         | 11         |
| 2010 | 488.000  | 989.000   | 49,3     | 57        | 42              | 15              | 8.561                 |         | 25         | 77         | 11         |
| 2014 | 389.183  | 1.110.000 | 35,1     | 68        | 53              | 15              | 5.723                 |         | 20         | 91         | 12         |